# Václav Vačkář
Václav Vačkář (12. srpna 1881 Dobřejovice – 4. února 1954 Praha) byl český hudební skladatel.

## Životopis
Václav Vačkář se narodil 12. srpna 1881 v Dobřejovicích ve středních Čechách. Od dětských let projevoval mimořádné hudební nadání, které začali rozvíjet místní učitelé hudby. Od třinácti let hrál na housle a křídlovku v místní kapele. Studiu na konzervatoři se však nemohl vzhledem k sociálnímu postavení své rodiny věnovat. Proto po ukončení školní docházky nastoupil jako elév k vojenské hudbě. Po tříleté usilovné práci a hudebního vzdělávání byl z vojenské služby propuštěn pro ušní chorobu. Poté působil jako sólista koncertního orchestru v carském Rusku. Od svých devatenácti let působil jako kapelník divadelní společnosti Josefa Faltyse. V roce 1903 nastoupil jako sólista a zástupce kapelníka u městské hudby v chorvatském Šibeniku. O rok později se stal kapelníkem na ostrově Korčula. V Dalmácii se Vačkářovi narodil syn Dalibor, který nejen že zdědil po otci hudební nadání, ale měl již možnost vystudovat konzervatoř (housle a kompozici). Kvalitní odborná průprava umožnila Daliboru Vačkáři významně se uplatnit jako skladatel filmové, symfonické a komorní hudby.
V letech 1908 – 1912 byl Václav Vačkář městským kapelníkem v Boskovicích. Čtyřletý pobyt na Moravě působil velmi blahodárně na jeho hudební tvorbu. Důvěrně se seznámil s lidovou hudbou a písněmi jižní Moravy. Do tohoto šťastného období spadá vznik jeho nejúspěšnějších skladeb, které jsou na repertoáru souborů dodnes. Krátce ještě působil v divadle v Krakově a konečně v roce 1913 se trvale usídlil v Praze. Jako houslista a později jako sólista na trubku působil v České filharmonii. V roce 1919 na výzvu Otakara Ostrčila přešel do orchestru Vinohradského divadla, o dva roky později do Šakovy filharmonie. Po jejím rozpuštění přijal místo kapelníka v pražských biografech Alma a Minuta. Zde dokázal vytvořit vynikající hudební těleso, které ovládalo ten nejnáročnější repertoár. Proto mnozí Pražané chodili do kin převážně za Vačkářovou kapelou. V roce 1930 s nástupem zvukového filmu končí jeho hudební působení v kinech. Od té doby se Vačkář věnuje nadále jen činnosti skladatelské a organizační.
Jako skladatel byl nejprve samouk. Teprve ve dvacátých letech začal soustavně studovat skladbu u Vojtěcha Říhovského a Jaroslava Křičky. V té době již jméno Václava Vačkáře bylo mezi lidovými hudebníky pojmem. Nebylo snad jediné dechové nebo smyčcové kapely, která by jeho skladby neměla ve svém repertoáru. Ty vynikaly nejen svěží, nápaditou melodikou, ale vkusnou a výraznou harmonií a bohatou barevnou instrumentací. Jeho tvorba se stala ryzím projevem českého muzikantství. Stala se lidovou v nejlepším smyslu tohoto slova. Jeho skladby dobou nejen nezestárly, ale naopak na hudebníky a posluchače pro svou čistotu a upřímnost působí dodnes svou podmanivou krásou. Za svého života napsal 332 skladeb, z nichž převážná většina vyšla tiskem v patnácti nakladatelstvích.
Vačkářova činnost je pozoruhodná i na poli organizačním. Jako dlouholetý předseda Svazu lidových hudebníků (byl jim od roku 1928) si získal pro své bohaté životní zkušeností zásadovost, obětavost a smysl pro spravedlnost neobyčejnou vážnost a oblibu u početné obce lidových hudebníků v celé republice. Byl činný též v Ochranné svazu autorském (OSA), jehož byl spoluzakladatelem. Pracoval v Jednotě hudebních stavů, v Hudební unii a v Kruhu autorů populární hudby. Působil i jako hudební kritik. Napsal řadu článků do odborných hudebních časopisů. S velkým zájmem hudebníků se setkala jeho Lidová nauka o harmonii (vyšla ve čtyřech vydáních). Společně se synem Daliborem napsal knihu Instrumentace symfonického orchestru a dechové hudby. Za svou bohatou a mnohotvárnou činnost byl Václav Vačkář jmenován čestným členem Svazu československých skladatelů a v roce 1952 poctěn cenou hlavního města Prahy. Zemřel 4. února 1954. Je pochován v rodinném hrobě na pražském Vinohradském hřbitově.

## Dílo

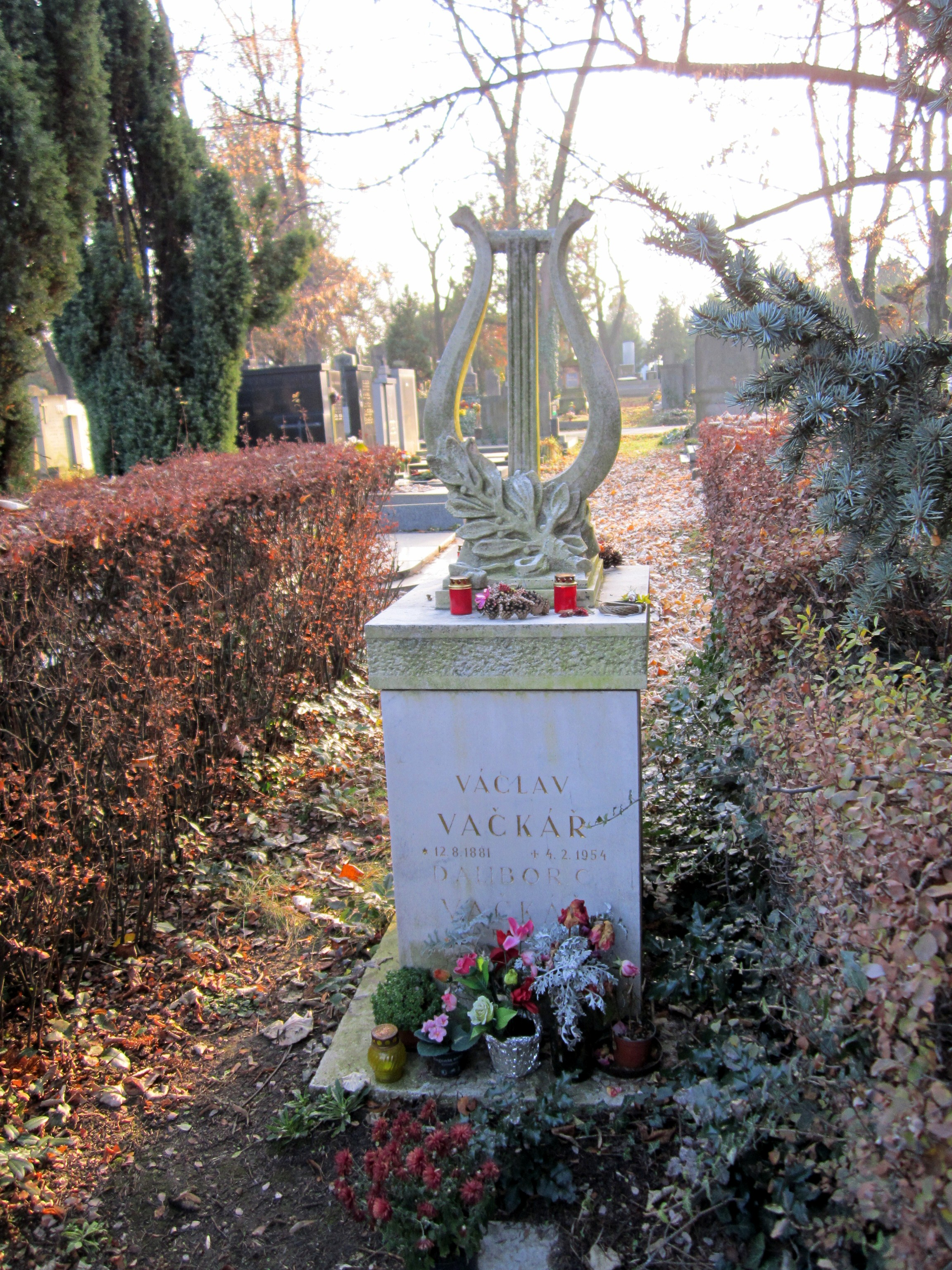
Rodinný hrob na Vinohradském hřbitově

Václav Vačkář zkomponoval kromě legendární Vzpomínky na Zbiroh celkem 331 skladeb. Z nich nejznámější:

### Pochody (celkem více než 90)
- Šohaj
- Riviéra
- Probuzení
- Vítězný návrat
- Plzni zdar
- Stříbrné ty žitko

### Valčíky (cca 50)
- Večer na moři
- Sen lásky
- Bylo to v máji
- Ve znamení révy
- Nezapomeň, že tě miluji
- Růže ze Slovácka
- Erna

### Polky
- Dobřejovická
- Staropražská

### Směsi lidových písní
- Mládí op. 185 (směs milostných písní)
- Lovu zdar op. 216 (směs loveckých písní)
- Moravské zpěvy op. 218

### Klasická hudba
Komponoval však také klasickou komorní a symfonickou hudbu:
- Slovácká ouvertura op. 80
- Česká ouvertura op. 304
- Groteskní ouvertura op. 182
- Komická ouvertura op. 225
- Golgatská legenda op. 141 (symfonická báseň, uvedla i Česká filharmonie)
- Touhy Robinsonovy op. 159 (symfonická báseň)
- Concertino pro klarinet a orchestr
- 4 smyčcové kvartety
- 27 písní
- četné mužské, ženské a smíšené sbory